# 能瀬インターチェンジ
能瀬インターチェンジ（のせインターチェンジ）は、石川県河北郡津幡町にある国道159号・国道249号津幡バイパスのインターチェンジ。

## 概要
- フルインターチェンジである。

## 歴史
- 2004年（平成16年）3月20日：白尾西IC～舟橋JCT間の供用開始により開通。

## 道路
- 国道159号・国道249号 津幡バイパス

## 接続する道路
※市道を経て、
- 石川県道59号高松津幡線
- 石川県道221号瓜生能瀬線

## 周辺
- JR七尾線能瀬駅
- 河北潟干拓地
- 石川県森林公園

## 隣
国道159号・国道249号津幡バイパス
狩鹿野IC - 能瀬IC - 舟橋JCT